# 마이보이 (영화)
"마이보이"는 2014년에 개봉한 대한민국의 영화이다.

## 캐스팅
- 이태란 : 엄마 역
- 차인표 : 도공 역
- 이석철 : 이천 역
- 오즐 : 유천 역
- 권귀빈 : 도공부인 역
- 박설헌 : 전시장직원 역
- 안민영 : 이천담임 역
- 샘 무하마드 : 영어선생님 역
- 양복실 : 유천선생님 역
- 양원석 : 마트점장 역
- 한상철 : 유천담당의사 역
- 김희숙 : 이천담당의사 역
- 이윤상 : 공방부축 남 역
- 오성태 : 직업군인 역
- 김건영 : 드럼청년 역
- 성경선 : 사회복지사 1 역
- 이새별 : 사회복지사 2 역
- 최영주 : 원무과직원 역
- 강석수 : 이발사 역
- 박주호 : 양아치들 역
- 손진선 : 양아치들 역
- 홍동기 : 양아치들 역
- 한승민 : 양아치들 역
- 이호재 : 우비남자 역
- 예즐 : 어린 이천 역
- 김준정 : 초등학교선생님 역
- 김연숙 : 초등학교선생님 역
- 황진아 : 마트남녀 역
- 황인성 : 마트남녀 역
- 최현호 : 마트부부 역
- 이주애 : 마트부부 역
- 최승찬 : 마트부부 역
- 배웅기 : 편의점앞경찰 역
- 이연봉 : 편의점앞경찰 역
- 임송만 : 유천사고남 역
- 고하은 : 유천여자친구 역
- 박선녀 : 편의점주인 역
- 김영서 : 아이엄마 역